# منزل شاکر
منزل شاکر (به عربی: منزل شاکر) یک منطقهٔ مسکونی در تونس است که در استان صفاقس واقع شده‌است. منزل شاکر ۲٬۳۰۹ نفر جمعیت دارد.